# 猿投町 (豊田市)
猿投町（さなげちょう）は、愛知県豊田市の町名。35の小字が存在する。

## 地理
豊田市北西部、猿投地区の北東部に位置し、東は藤岡飯野町・深見町・西中山町、西から南は加納町、北は北一色町および瀬戸市上山路町・東白坂町に接する。
瀬戸市との境界を山頂とする猿投山（標高629m）の南麓にあたり、町域の大部分を山林で占めている。住宅や施設等は町域南側に集中している。

### 河川
- 猿投川
- 加納川
- 広沢川
- 籠川

### 小字
- 芦迫（あしばさま）
- 後田（あとだ）
- 池田（いけだ）
- 井戸井（いどい）
- 入道（いりみち）
- 大城（おおしろ）
- 神木（かみき）
- 小黒見（こぐろみ）
- 御座所（ございしょ）
- 地家（じげ）
- 獅々岩（ししいわ）
- 城ケ峯（じょうがみね）
- 白滝（しらたき）
- 神郷（じんごう）
- 神郷下（じんごうした）
- 瀬戸田（せとだ）
- 血洗（ちあらい）
- 樋泉（といずみ）
- 中切（なかぎり）
- 中島（なかじま）
- 西側（にしがわ）
- 野入（のいり）
- 畑中（はたなか）
- 膝廻（ひざまわり）
- 平地（ひらち）
- 広沢（ひろさわ）
- 別所（べっしょ）
- 洞（ほら）
- 丸子（まるこ）
- 村上（むらかみ）
- 茂吉ケ峯（もきちがみね）
- 屋下（やした）
- 山本（やまもと）
- 六反田（ろくたんだ）
- 鷲取（わしとり）

## 世帯数と人口
2022年（令和4年）12月1日現在の世帯数と人口は以下の通りである。
| 町丁   | 世帯数  | 人口  |
| ------ | ------- | ----- |
| 猿投町 | 239世帯 | 686人 |

## 学区
市立小・中学校に通う場合、学区は以下の通りとなる。
| 番・番地等 | 小学校             | 中学校             | 高等学校普通科 |
| ---------- | ------------------ | ------------------ | -------------- |
| 全域       | 豊田市立加納小学校 | 豊田市立猿投中学校 | 三河学区       |

## 歴史
加茂郡（西加茂郡）猿投村を前身とする。
地内の猿投神社は仲哀天皇元年創建と伝えられている。江戸期は猿投大明神（猿投神社）領であった。

### 町名の由来
猿投山に由来する。

### 沿革
- 1889年（明治22年）10月1日 - 町村制施行・合併に伴い、西加茂郡広沢村大字猿投となる[7]。
- 1906年（明治39年）7月1日 - 合併に伴い、猿投村大字猿投となる[7]。
- 1953年（昭和28年）4月1日 - 町制施行に伴い、猿投町大字猿投となる[7]。
- 1967年（昭和42年）4月1日 - 豊田市へ編入し、同市大字猿投となる[7]。
- 1970年（昭和45年）3月1日 - 猿投町に改称[7][8]。

### 史跡
- 神郷下遺跡
- 地家古墳
- 神郷古墳
- 広沢古墳
- 池田古墳
- 旧龍性院庭園

## 施設

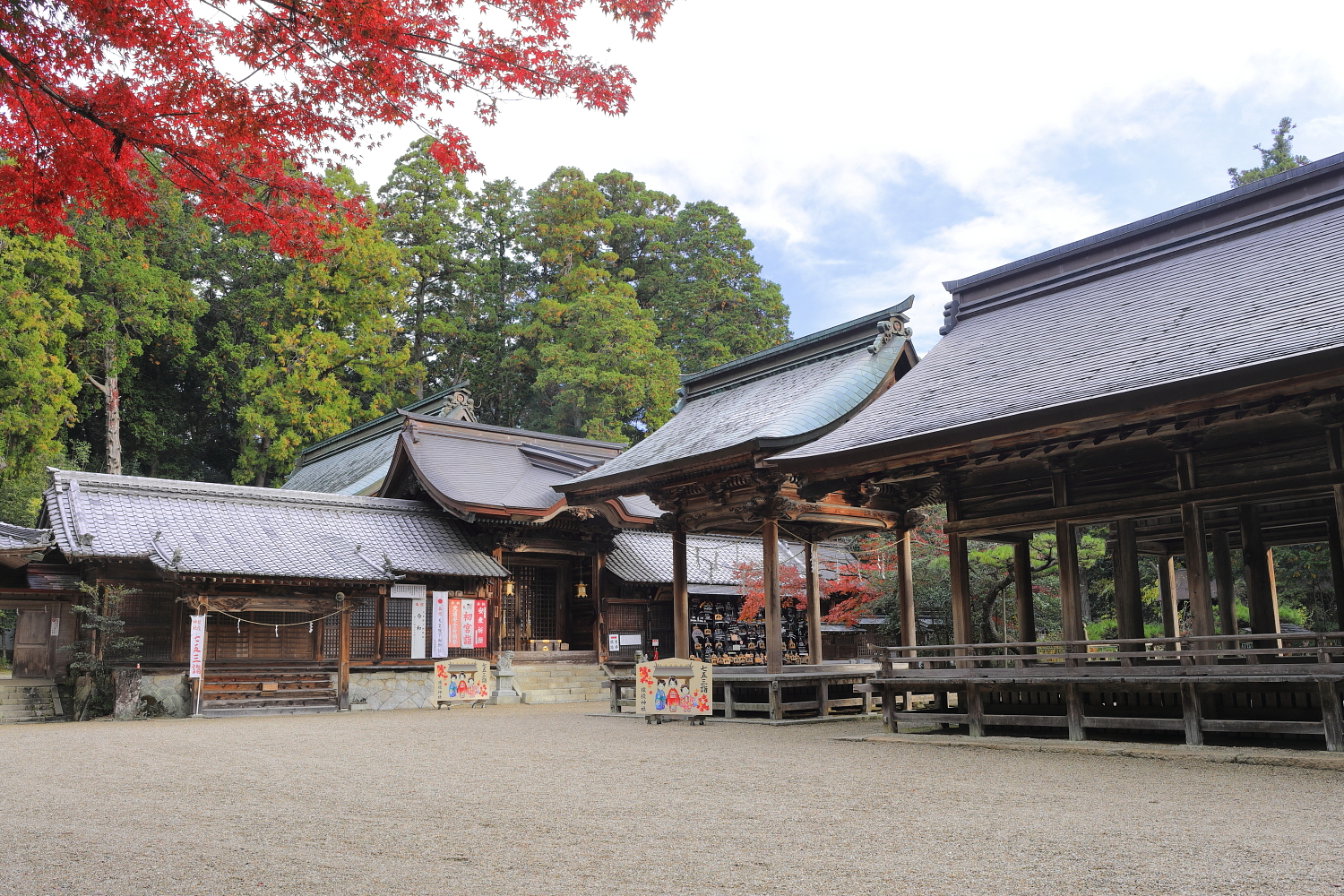
猿投棒の手ふれあい広場
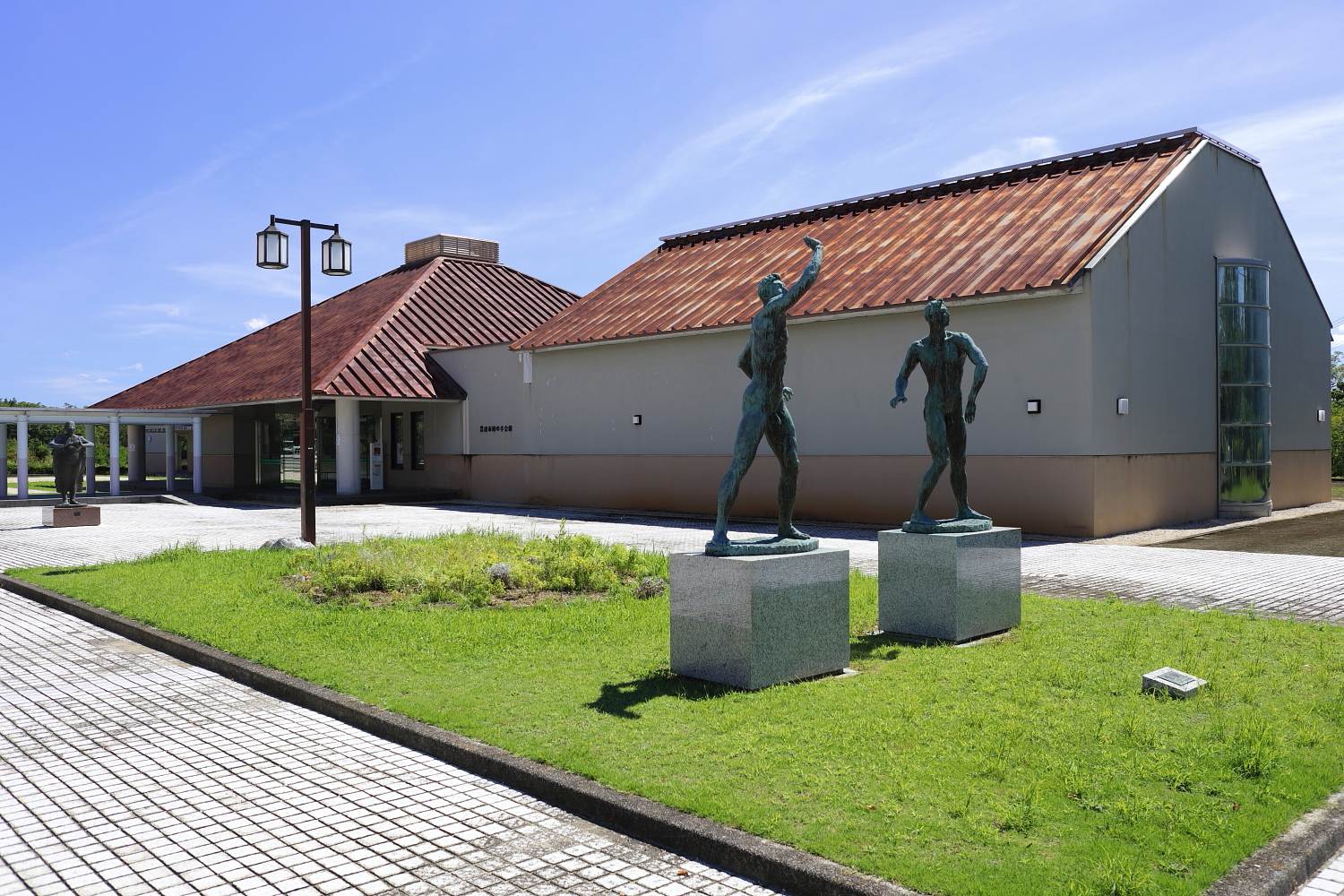
棒の手会館
  - 棒の手会館
- 仁大病院
- プライムデリカ豊田第二工場
- 愛知県自動車販売健康保険組合スポーツセンター
- 猿投町公民館
- 猿投神社
- 秋葉神社
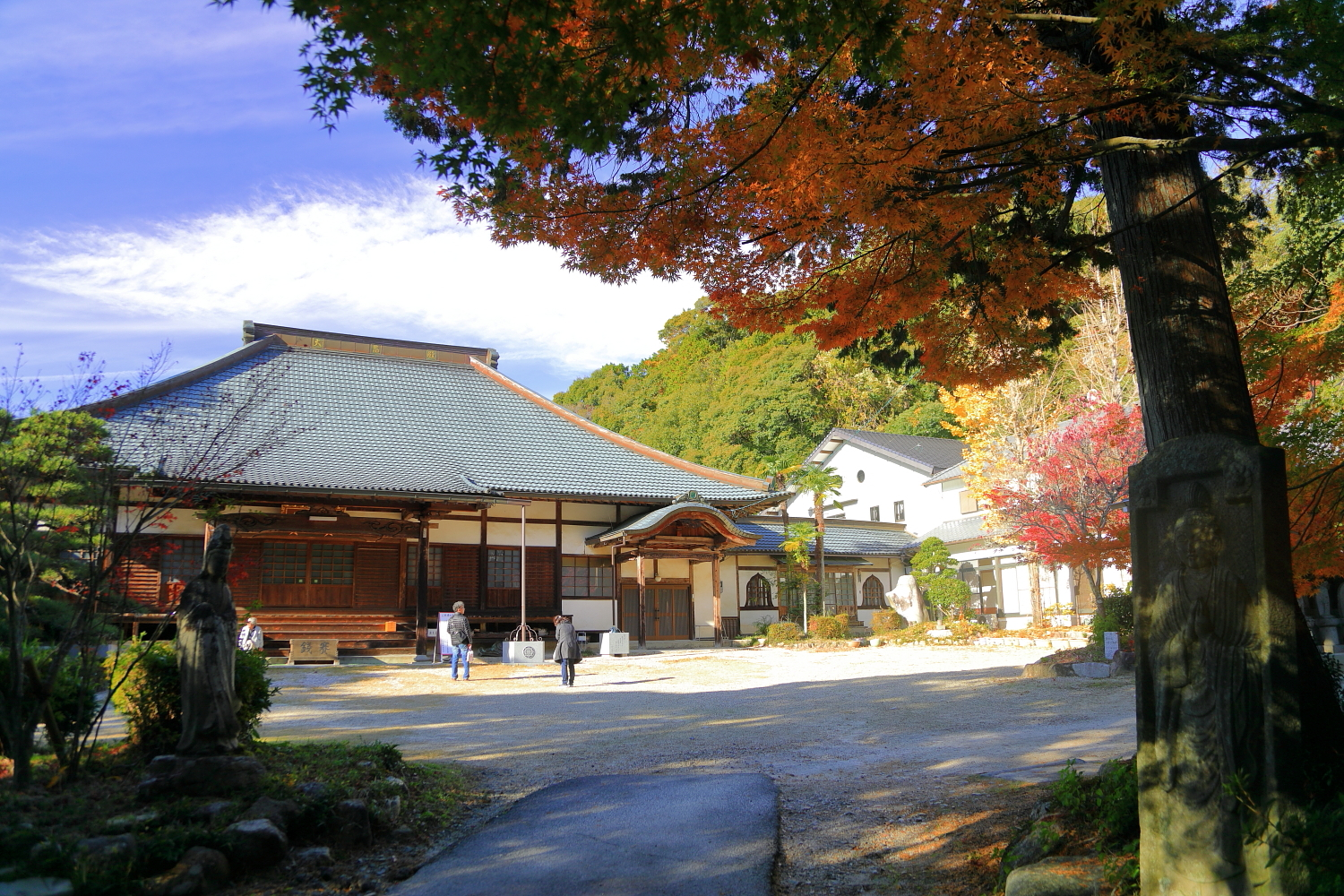
東昌寺
- 摂取院
- 山中観音堂

- 猿投神社
- 棒の手会館
- 東昌寺

## 交通
- 愛知県道13号豊田多治見線
- 愛知県道349号深見亀首線
- 猿投グリーンロード 猿投東IC・猿投IC
- 東海環状自動車道 豊田藤岡ICの一部
  - 猿投山トンネル

## その他

### 日本郵便
- 郵便番号 : 470-0361[2]（集配局：豊田北郵便局[9]）。